# Sychrovský viadukt
Sychrovský viadukt je patrový kamenný železniční viadukt nacházející se poblíž obce Sychrov (asi 18 km na jih od okresního a krajského města Liberce) na Pardubicko-liberecké dráze. Překonává široké údolí Mohelky.

## Historie
Sychrovský viadukt vybudovali bratři Kleinové a Vojtěch Lanna starší v letech 1857–1859 v dobách, kdy České země byly součástí Rakousko-Uherska. Most byl vystavěn jako součást Jihoseveroněmecké spojovací dráhy, která sloužila pro export a import zboží. Účelem dráhy bylo spojit tehdejší pevnosti Hradec Králové a Josefov s městem Olomouc. Most byl tedy využíván k hospodářským také však strategickým účelům. Však také o 7 let později, kdy do Čech i na Moravu během prusko-rakouské války vpadly pruské jednotky, hrála nově postavená železnice důležitou roli při přesunech vojenských útvarů.

## Charakteristika
Most se nachází 132. kilometru na trati přímo ve stanici Sychrov. Na mostě je umístěna poslední výhybka železniční stanice Sychrov. Oblouky jsou uspořádány ve dvou řadách, kdy řada půlkruhových oblouků je vystavěna nad šesti níže položenými oblouky, které ovšem nejsou půlkruhové jako vrchní patro, ale stlačené. Orientace mostu je od jihovýchodu k severozápadu.

## Technické parametry
Kamenný viadukt je 32 metrů vysoký, 11 metrů široký a jeho osm oblouků dosahuje rozpětí 9,5 metru. Poloměr zakřivení půdorysu (mostovky) -R=386 m. Řada půlkruhových oblouků celkově měří 120 metrů.

## Okolí
Most leží na katastru obcí Radostín a Radimovice, nedaleko samotné obce Sychrov. Zde se nachází jeden z našich nejkrásnějších zámků – novogotický zámek Sychrov. Turisticky zajímavá místa v blízkém okolí jsou například městečko Český Dub či obec Třtí. K viaduktu se dá dojít pěší chůzí z vlakové zastávky Sychrov, kam se dostanete přímým spojem z města Turnov či Liberec.